# Byens Lys
|  | For den tidligere tv-station på Nørrebro, se Byens lys (tv-station) |
Byens Lys (originaltitel: City Lights) er en amerikansk romantisk komedie-dramafilm fra 1931 skrevet, produceret og instrueret af Charlie Chaplin, der selv spiller filmen hovedrolle. Selvom filmen ikke har nogen hørbar dialog, blev den udgivet som en tonefilm med et synkroniseret musikpartitur med lydeffekter. Filmens tema er de forviklinger, der følger af, at Chaplins vagabondfigur forelsker sig i en blind pige (spillet af Virginia Cherrill) og efterfølgende udvikler et turbulent venskab med en alkoholiseret millionær (spillet af Harry Myers).
Da Chaplin begyndte arbejdet på filmen i 1928 var tonefilm i fremmarch, men han besluttede at fortsætte med filmen uden tale, men i stedet af inkorporere lyd ved brug af et synkroniseret partitur med lydeffekter. Optagelserne begyndte i december 1928 og var afsluttet i september 1930. City Lights var den første af Chaplins film, som han selv komponerede filmmusikken til. Musikken blev skrevet på seks uger sammen med Arthur Johnston. Hovedtemaet, der blev brugt som ledemotiv for den blinde blomsterpige, er sangen "La Violetera" af den spanske komponist José Padilla.
City Lights blev en kæmpe succes ved udgivelsen den 7. marts 1931 og modtog positive anmeldelser og opnåede global indtjening på over 4 millioner dollars. I dag betragter mange kritikere filmen som ikke blot den bedste af Chaplins film, men som en af de bedste film nogensinde. Chaplin-eksperten Jeffrey Vance skrev, at " City Lights er ikke blot Charles Chaplins mesterværk; det er en handling i trods", da filmen havde premiere fire år inde i lydfilmens æra, der begyndte med premieren på The Jazz Singer i 1927. I 1991 udvalgte Library of Congress City Lights til bevarelse i United States National Film Registry som værende "kulturel, historisk eller æstetisk betydningsfuld". I 2007 rangerede American Film Institute filmen som nr. 11 på sin liste over de bedste amerikanske film nogensinde. I 1949 kaldte kritikeren James Agee filmens slutscene for "det største enkeltstående skuespil nogensinde overført til celluloid".
Filmen havde dansk premiere den 1. maj 1931 i biograferne Colosseum og Det Lille Teater. Filmen har haft repremiere adskillige gange siden, senest i Gloria i 2017.

## Handling
Borgere og højtstående personer er samlet til afsløringen af et nyt monument over "Fred og velstand". Efter pompøse taler løftes sløret for monumentet, hvor Chaplins vagabondfigur ligger og sover i skødet på en af skulpturerne. Efter flere minutters slapstick lykkes det ham at undslippe forsamlingens vrede, og han går herefter rundt i byen, hvor han irettesætter to avisdrenge, der håner ham for hans lurvede udseende. Mens han omhyggeligt beundrer en nøgen statue, får han et næsten fatalt møde med en elevator i fortorvet.
Vagabonden støder herefter på en smuk blomsterpige på et gadehjørne og køber en blomst af hende. Mens han køber blomsten, indser han, at hun er blind, og han bliver forelsket i pigen. Pigen forveksler vagabonden med en rig mand, da hun hører døren til en bil med chauffør smække i, da vagabonden har købt en blomst. Vagabonden lister væk.
Samme aften redder Vagabonden en beruset millionær fra selvmord. Millionæren tager Vagabonden – hans nye bedste ven – tilbage til sit palæ efter champagne, og derefter (efter endnu et mislykket selvmordsforsøg) går de ud i byen. Efter at have hjulpet millionæren hjem næste morgen, ser vagabonden blomsterpigen på vej til sit gadehjørne. Han har fået nogle penge af millionæren og bruger dem til at købe alle hendes blomster og kører hende herefter hjem i millionærens Rolls-Royce.
Efter mødet med vagabonden fortæller pigen sin bedstemor om hendes nye rige og venlige ven. Samtidig er vagabonden vendt tilbage til millionærens palæ, hvor den nu ædru millionær ikke kan huske vagabonden og smider ham ud. Senere på aftenen er han atter fuld, og da han ser vagabonden, inviterer han ham hjem igen til en løssluppen fest. Men næste morgen gentager historien sig: millionæren er atter ædru, og vagabonden smides ud igen.
Vagabonden opdager, at pigen ikke er på sit sædvanlige gadehjørne, og han tager til hendes lejlighed, hvor han overhører, at lægen fortæller bedstemoren, at pigen er meget syg med feber, og at hun har brug for pleje. Fast besluttet på at hjælpe tager vagabonden et arbejde som gadefejer.
I sin frokostpause kommer han med købmandsvarer til pigen, mens hendes bedstemor er ude og sælge blomster. For at underholde hende, læser han højt fra en avis. I avisen er en historie om en læge i Wien, der kan kurere blindhed. "Dejligt, så kan jeg se dig", siger pigen – og Vagabonden frygter, hvad der kan ske, hvis hun får sit syn og opdager, at han ikke er den velhavende mand, som hun forestiller sig. Han finder og læser også et brev fra udlejeren af pigen og bedstemorens lejlighed, der rykker for huslejen og truer med at sætte de to på gaden. Da Vagabonden går, lover han pigen, at han vil betale huslejen.
Vagabonden vender tilbage til sit arbejde, men han bliver fyret, da han er kommet for sent. En bokser overtaler ham til at stille op til en aftalt boksekamp; de vil "gå let" på hinanden og dele præmiepengene. Men bokseren flygter, da han erfarer, at politiet leder efter ham. I stedet dukker en bokser op, der på ingen måde er indstillet på at tage let på kampen. Han slår Vagabonden ud på trods af Vagabondens kreative og smidige bestræbelser på at holde sig uden for rækkevidde.
Vagabonden støder på den berusede millionær for tredje gang og bliver igen inviteret til hjem til palæet. Vagabonden fortæller om pigens situation, og millionæren giver ham penge til hendes operation. Indbrudstyve slår millionæren ud og tager resten af hans penge. Politiet finder Vagabonden med de penge, som millionæren har givet ham. På grund af slaget i hovedet kan millionæren ikke huske at have givet pengene til Vagabonden. Det lykkes dog Vagabonden at undslippe politiet længe nok til at få givet pengene til pigen. Han fortæller hende, at han skal væk for en tid; og han bliver herefter pågrebet og fængslet.
Måneder senere løslades Vagabonden. Han går til pigens sædvanlige gadehjørne, men hun er der ikke. Pigen har fået synet igen, og nu driver hun en travl blomsterbutik med sin bedstemor. Men hun har ikke glemt sin mystiske velgører, som hun forestiller sig at være rig og smuk: Hver gang en elegant ung mand kommer ind i butikken, spekulerer hun på, om "han" er vendt tilbage.
Vagabonden går hen til butikken, hvor pigen er ved at arrangere blomster i vinduet. Han bøjer sig for at tage en blomst op, der er smidt i rendestenen. Avisdrengene gør nar ad ham, mens blomsterpigen morer sig over optrinnet. Han vender han sig mod butikkens vindue, hvor han pludselig ser pigen, der har holdt øje med ham uden at vide, hvem han er. Ved synet af hende stivner han et par sekunder, hvorefter han sender hende et bredt smil. Pigen er smigret og fniser til sin medarbejder: "Jeg har gjort en erobring!" Via pantomime gennem glasset tilbyder hun ham en frisk blomst (for at erstatte den ødelagte, som han tog fra rendestenen) og en mønt.
Vagabonden bliver flov og forsøger at liste af sted, men pigen går hen til butiksdøren og tilbyder atter blomsten, som han genert tager imod. Hun tager hans hånd og trykker mønten i håndfladen, men hun stopper brat, og hendes smil bliver til et undrende blik, da hun genkender berøringen af hans hånd. Hun kører sine fingre langs Vagabondens arm, skulder og revers, og udbryder: "Du?" Vagabonden nikker og spørger: "Kan du se nu?" Pigen svarer: "Ja, jeg kan se nu", og trykker hans hånd mod hendes hjerte med et tårefuldt smil. Lettet og opstemt smiler Vagabonden tilbage.

## Medvirkende
- Charlie Chaplin som Vagabonden
- Virginia Cherrill som den blinde pige
- Florence Lee som bedstemoren
- Harry Myers som den ekscentriske millionær
- Al Ernest Garcia som hans butler (krediteret som Allan Garcia)
- Hank Mann som bokser

## Produktion

### Præ-produktion
Chaplins spillefilm Cirkus (The Circus) blev udsendt i 1928 på et tidspunkt, hvor filmindustrien skiftede til tonefilm og derved bragte stumfilmsæraen til en ende. Chaplin var skeptisk overfor tonefilmen, og som sin egen producer og distributør (Chaplin var medejer af United Artists) havde han mulighed for at skabe City Lights som en stumfilm. Teknisk set var filmen en "crossover", da filmen var med lyd i et synkroniseret lydspor med musik og lydeffekter, men der er ingen talt dialog i filmen. Dialogen blev præsenteret på mellemtekster. Chaplin var afvisende overfor de nye "talkies" og fortalte en journalist, at han ville "give talkies tre år, det er alt." Han var også bekymret for, hvorledes vagabond-karakteren skulle tilpasses til tonefilm. 
Chaplin begyndte at skrive på manuskriptet i 1928 sammen med Harry Carr. Plottet udviklede sig fra et indledende koncept, som Chaplin havde overvejet efter succesen med The Circus, hvor en cirkusklovn bliver blind og må skjule sit handicap for sin unge datter ved at lade som om, at hans manglende syn er en del af nummeret. Det ledte til den blinde piges karakter. Den første scene, som Chaplin udviklede, var afslutningen, hvor pigen efter at have fået synet igen for første gang ser Vagabonden.  Der blev skrevet en meget detaljeret beskrivelse af scenen, da Chaplin anså den for central for hele filmen.
Som en sidehistorie overvejede Chaplin først en karakter, der stod endnu lavere i det sociale hierarki, en sort avisdreng. Til sidst valgte han i stedet en beruset millionær, en karakter, der tidligere blev brugt i filmen Paa Fribillet (The Idle Class) fra 1921.
Præ-produktion blev sat i værk i maj 1928. Chaplin hyrede den australske art director Henry Clive til at designe kulisserne, og Chaplin gav senere Clive rollen som millionæren. Selvom filmen oprindeligt skulle have foregået i Paris, er byen i filmen inspireret af en blanding af flere byer. Robert Sherwood skrev om byen, "det er en mærkelig by, med forvirrende ligheder med London, Los Angeles, Napoli, Paris, Tanger og Council Bluffs. Det er ingen by på jorden, og det er alle byer."
Den 28. august 1928 døde Chaplins mor Hannah Chaplin i en alder af 63 år, hvilket udskød præproduktionen med flere uger indtil den blev genoptaget midten af efteråret 1928. Psykolog Stephen Weissman har antaget, at City Lights er selvbiografisk, hvor den blinde pige repræsenterer Chaplins mor, mens den berusede millionær repræsenterer Chaplins far. Weissman sammenlignede også mange af filmens kulisser med steder fra Chaplins virkelige barndom, såsom statuen i åbningsscenen, der ligner St. Mark's Church på Kennington Park Road og havnefronten, der ligner Themsens bred.
Chaplin havde haft flere skuespillerinder til casting til rollen som den blinde blomsterpige, men uden at finde den rette til rollen. Mens han så en filmoptagelse af badende kvinder på en strand i Santa Monica, mødte han Virginia Cherrill, der spurgte om ikke hun kunne få lov at arbejde med ham. Chaplin gav en en prøveoptagelse, og hun var den første skuespillerinde, der subtilt og overbevisende kunne spille blind foran kameraet på kameraet på grund af hendes nærsynethed, og hun blev herefter antaget til rollen.

### Optagelser
Optagelserne til City Lights begyndte officielt den 27. december 1928, efter at Chaplin og Carr havde arbejdet på manuskriptet i næsten et helt år. På settet blev Chaplin kendt for at lave mange flere "takes" end andre instruktører på det tidspunkt. Optagelserne begyndte med den første scene på blomsterstanden, hvor den lille vagabond første gang møder den blinde blomsterpige. Scenen tog flere uger at optage, og Chaplin begyndte at fortryde at have givet rollen til Cherrill. Mange år senere sagde Cherrill: "Jeg kunne aldrig lide Charlie, og han kunne aldrig lide mig." I sin selvbiografi tog Chaplin ansvaret for det anstrengte forhold mellem de to på settet, og henviste til den stress, filmproduktionen gav ham. "Jeg havde arbejdet mig ind i en neurotisk tilstand af at ville have perfektion", erindrede han. Optagelserne af scenen fortsatte indtil februar 1929 og igen i ti dage i begyndelsen af april, før Chaplin lagde scenen til side, så den skulle optages senere. Han optog derefter åbningsscenen af Vagabonden, der vågnede op i den nyligt afslørede statue. Scenen involverede op til 380 statister og var særlig stressende for Chaplin at optage. Under denne del af optagelserne blev der bygget ved Chaplin Studios, og Chaplin blev tvunget til at flytte optagelserne til et mere roligt sted.
Chaplin optog derefter sekvensen, hvor Vagabond første gang møder millionæren og forhindrer ham i at begå selvmord. Under optagelserne besluttede Henry Clive pludselig, at han ikke ville hoppe i vandtanken med koldt vand som foreskrevet i scenen, hvilket fik Chaplin til at storme af settet og fyre Clive. Han blev hurtigt erstattet af Harry Myers, som Chaplin havde kendt, mens han var under kontrakt hos Keystone Studios. Han fortsatte derefter med at filme scenerne med millionæren indtil den 29. september 1929.
I november begyndte Chaplin igen at arbejde sammen med Cherrill i nogle af Blomsterpigens mindre dramatiske scener. Mens hun havde ventet på optagelserne af sine scener i flere måneder, havde hun kedet sig og havde åbent klaget til Chaplin. Under optagelserne af en scene spurgte Cherrill Chaplin, om hun kunne gå tidligt, så hun kunne gå til frisøren. Chaplin fyrede Virginia Cherrill og erstattede hende med Georgia Hale, Chaplins medspiller i Guldfeber (The Gold Rush). Selvom Chaplin kunne lide hendes prøveoptagelser, indså han, at han var for langt i optagelserne til at genoptage alle blomsterpigens scener. Chaplin genansatte Cherrill for at afslutte City Lights. Hun krævede og fik en lønforhøjelse til $75 om ugen.
Chaplin castede Florence Lee som den blinde piges bedstemor og optog scener med Cherrill og Lee i fem uger. I slutningen af 1929 genoptog Chaplin den første blomsterscene med Cherrill. Denne gang var Chaplin tilfreds med Cherrills præstation og scenen blev fuldført på seks dage. På det tidspunkt havde optagelserne været i gang i et år, men filmens var kun lidt mere end halvvejs færdig. Fra marts til april 1930 optog Chaplin scenerne inde i millionærens hus i Town House på Wilshire Boulevard. I det sene forår 1930 optog Chaplin den sidste store komediesekvens: Boksekampen. Chaplin hyrede Keystone-skuespilleren Hank Mann til at spille Vagabondens modstander. Scenen krævede 100 statister; Det tog Chaplin fire dage at indøve scenen og herefter seks dage at optage den. Chaplin var i starten nervøs over fremmødet til denne scene, så han inviterede sine venner til at være statister.
I september 1930 afsluttede Chaplin optagelserne af den ikoniske sidste scene, som tog seks dage. Chaplin var tilfreds med Cherrills præstation i scenen, og sagde, at hun endelig havde forstået rollen.
Fra oktober til december 1930 redigerede Chaplin filmen og skabte mellemteksterne. Da filmen var færdig, var stumfilm blevet upopulære, men på trods heraf blev City Lights en af de store økonomiske og kunstneriske succeser i Chaplins karriere, og filmen var hans personlige favorit. Chaplin var især glad for den sidste scene og sagde om den: "I City Lights... bare den sidste scene ... jeg spiller ikke ... Næsten undskyldende, står uden for mig selv og kigger ... Det er en smuk scene, smuk, og fordi den ikke er overspillet."
Mængden af råfilm, der blev brugt til projektet, var usædvanlig for den tid og var et udtryk for på den lange produktionsproces. Chaplin optog 95.785 meter film og den færdige film havde en længde på 2.467 meter.

### Musik
City Lights var den første film, hvor Chaplin komponerede filmmusikken til en af sine produktioner. Chaplin foretrak, at hans film havde levende lyd (d.v.s. musik spillet i biografen), men de fleste biografteatre havde i 1930'erne afviklet deres orkestre. Chaplin, hvis forældre og mange familiemedlemmer var musikere, var ikke tilfreds med de professionelle musikere, han havde hyret til musikken, og han påtog sig derfor selv at komponere partituret. Den blev skrevet på seks uger sammen med Arthur Johnston og indeholdt over hundrede musikalske signaturer. Chaplin fortalte en journalist, at "jeg skrev det virkelig ikke ned. Jeg la-la-la'ede og Arthur Johnson skrev det ned. Jeg håber, at du ville give ham anerkendelse, fordi han gjorde et meget godt stykke arbejde. Det er alt sammen simpel musik; du ved, i overensstemmelse med min karakter." Hensigten var at have et partitur, der viste karakterernes følelser gennem dets melodier. Partituret blev indspillet på fem dage med arrangøren Alfred Newman.
Hovedtemaet brugt som ledemotiv for den blinde blomsterpige er sangen "La Violetera" af den spanske komponist José Padilla. Sangen blev sunget af Raquel Meller og Chaplin forsøgte forgæves at få hende til at spille rollen som blomsterpigen, men brugte alligevel hendes sang som et hovedtema. Chaplin tabte efterfølgende en retssag til Padilla for ikke at kreditere ham.

## Udgivelse, kritikernes reaktioner og eftermæle
Filmen havde gallapremiere den 30. januar 1931 i Los Angeles Theatre. Albert Einstein og hans kone var æresgæster, og filmen fik et stående bifald. Den havde herefter premiere på George M. Cohan Theatre i New York, hvor Chaplin nøje overvågede udgivelsen, brugte dagen på at lave interviews. Chaplin brugte af egen lomme 60.000 dollars på reklame for filmen, da han var frustreret over, hvad United Artists reklamefolk havde fundet på. Chaplin krævede halvdelen af det samlede omsætning, og da publikum ville være mere tiltrukket af selve filmen end dens teknologi, krævede han højere billetpriser sammenlignet med "talkies".
Chaplin var nervøs for hvorledes filmen ville blive modtaget, da stumfilm på det tidspunkt var forældede på det tidspunkt, og fordi en forhåndsvisning var gået dårligt. Ikke desto mindre blev City Lights et af Chaplins mest økonomisk succesrige og anmelderroste værker. Efter den gode modtagelse af det amerikanske publikum, med anslåede indtægter på 2 millioner dollars, hvoraf en fjerdedel kom fra dets 12-uger på plakaten på Cohan Theatre, tog Chaplin på i februar og marts 1931 på en seksten dage lang verdensturné, startende med en premiere på Londons Dominion Theatre den 27. februar. Filmen havde dansk premiere den 1. maj 1931 i biograferne Colosseum og Det Lille Teater. Filmen blev entusiastisk modtaget, og indspillede globalt $4,25 millioner under den første udgivelse.
Anmeldelserne var for det meste positive. En filmanmelder for Los Angeles Examiner sagde, at "ikke siden jeg anmeldte de første Chaplin-komedier helt tilbage i tiderne med to-spolere, har Charlie givet os sådan et orgie af grin."  The New York Times kaldte det "en film, der er udarbejdet med beundringsværdigt kunstnerisk evne". Variety var mere forbeholden og skrev, at det "ikke var Chaplins bedste film", men at visse sekvenser var "morsomme". The New Yorker skrev, at den "i rangeringen af hans andre [film], måske er lidt bedre end nogen af dem", og at det gav et indtryk, "ikke ofte - åh, meget sjældent - fundet i film; et ubestemmeligt indtryk, måske bedst beskrevet som en charmerende kvalitet." På den anden side var The Nation stærkt kritisk over for City Lights, og kritiserede manglen på dialog og filmens oversentimentalitet og beskrev den som "Chaplins svageste".
City Lights var fortsat populær ved filmens genudgivelse i 1950, hvor den atter blev positivt modtaget af publikum og kritikere. I 1949 skrev kritikeren James Agee i magasinet Life, at slutscenen er det "største stykke skuespil, der nogensinde har været optaget på celluloid." Filmkritikeren Richard Meryman kaldte slutscenen for et af de største øjeblikke i filmhistorien, og Charles Silver, filmkurator ved Museum of Modern Art, udtalte, at filmen er så højt anset, fordi den frembragte et nyt niveau af lyrisk romantik, som ikke tidligere havde optrådt i Chaplins værker. Han tilføjede, at ligesom al romantik er den baseret på benægtelsen af den virkelige verden omkring den. Da filmen havde premiere, var Chaplin meget ældre, han var midt i juridiske slagsmål med sin tidligere ægtefælle, og det økonomiske og politiske klima i verden havde ændret sig. Chaplin bruger pigens blindhed til at minde Vagabonden om romantikkens prekære natur i den virkelige verden, da hun ubevidst støder ham flere gange. Film.com skrev, at de fleste Hollywood-filmskabere i 1931 enten taget havde tonefilm til sig resigneret med dens uundgåelighed, eller de havde bare opgivet at lave film, men Chaplin holdt fast i sin vision med City Lights. Film.com bemærkede også, at få i Hollywood havde muligheden for at lave en stumfilm på det sene tidspunkt, endsige gøre det godt. En af årsagerne var, at Chaplin vidste, at Vagabondens karakter ikke kunne tilpasses til talende film og stadig fungere.
Flere kendte instruktører har rost City Lights. Orson Welles kaldte filmen hans yndlingsfilm, og i et interview fra 1963 i det amerikanske magasin Cinema fortalte Stanley Kubrick, at City Lights var nummer fem blandt sine top ti film. I 1972 placerede den russiske instruktør Andrej Tarkovskij City Lights som femte blandt hans top ti og sagde om Chaplin: "Han er den eneste person, der uden nogen skygge tvivl er gået ned i filmhistorien. De film, han efterlod, kan aldrig bliver gamle." Den franske filmskaber Robert Bresson placerede filmen som nr. 1 og nr. 2 på hans top ti film gennem tiden. George Bernard Shaw kaldte Chaplin "det eneste geni, der kom ud af filmindustrien". Instruktøren Federico Fellini roste ofte filmen, og Fellinis Gadepigen Cabiria refererer til den. I dokumentarfilmen fra 2003 Charlie: The Life and Art of Charles Chaplin sagde Woody Allen, at det var Chaplins bedste film. Allen siges at have baseret den sidste scene i sin film Manhattan fra 1979 på slutscenen i City Lights.

### Udmærkelser
I 1952 offentliggjorde magasinet Sight and Sound resultaterne af sin første afstemning for "The Best Films of All Time"; City Lights blev kåret som nr. 2, efter Vittorio DeSicas Cykeltyven. I 2002 blev City Lights placeret som nummer 45 på kritikerlisten. Samme år blev filminstruktørerne adspurgt separat, og de placerede filmen som 19. samlet. I 1991 udvalgte Library of Congress City Lights til bevarelse i United States National Film Registry som værende "kulturelt, historisk eller æstetisk betydningsfuld". I 2007 udkom American Film Institutes tiårs jubilæumsudgave af 100 Years... 100 film, hvor City Lights var den 11. største amerikanske film nogensinde. AFI kårede i 2008 filmen som amerikansk films bedste romantiske komedie nogensinde. Vagabonden var nummer 38 på AFI's liste over de 50 største helte, og filmen rangerede som nummer 38 blandt de sjoveste film, nummer 10 blandt de bedste kærlighedshistorier, og nr. 33. over de mest inspirerende film. Filmens originale plakat fra 1931, illustreret af Hap Hadley, blev rangeret som nr. 52. på AFI's liste "Top 100 American Movie Poster Classics" i 2003.
Filmen optræder derudover på en lang række lister over "bedste film".

## Eksterne links
Byens lys på Internet Movie Database (engelsk)
- Byens lys på Filmdatabasen
- Byens lys på Scope
- Byens lys i Svensk Filmdatabas (svensk)
- Byens lys på AlloCiné (fransk)
- Byens lys på MovieMeter (nederlandsk)
- Byens lys på AllMovie (engelsk)
- Byens lys hos American Film Institute (engelsk)
- Byens lys' profil hos Encyclopædia Britannica Online (engelsk)
- Byens lys på Turner Classic Movies (engelsk)
- City Lights- essay af Jeffrey Vance på National Film Registry- webstedet
- City Lights-essay af Daniel Eagan i America's Film Legacy: The Authoritative Guide to the Landmark Movies in the National Film Registry, A&C Black, 2010ISBN 0826429777, side 180-11
- Optagelse af City Lights
- City Lights: The Immortal Tramp et essay af Gary Giddins på Criterion Collection
- City Lights på YouTube.com